# Balioxena
Balioxena is een geslacht van vlinders van de familie bladrollers (Tortricidae), uit de onderfamilie Tortricinae.

## Soorten
- B. iospila Meyrick, 1912
- B. ospila Meyrick, 1912